# Selefizam
Salafizam vjerska je ultrakonzervativna sekta nastala iz sunitskog islama, čiji se članovi teže identificirati s onim što smatraju da je karakteriziralo prve muslimane. Najekstremniji pripadnici ove sekte su, slijedeći svoje tumačenje džihada, izvodili samoubilačke terorističke akcije. Godine 2014. članovi ove sekte proglasili su takozvanu Islamsku državu na području Sirije i Iraka, proganjajući i ubijajući sve koje su vidjeli kao "nevjernike" (kršćane, Jezide), kao i one muslimane koji se nisu slagali s njihovim tumačenjem islama.
Danas je taj pojam skoro u potpunosti povezan s islamskim fundamentalistima. Pojam salafiti-jihadisti se vrlo čvrsto povezuje s Osamom Bin-Ladenom i Al Qaidom jer je Osama bin Laden opravdanje i povod svog djelovanja crpio upravo iz salafizma.

## Vanjske poveznice
- Večernji.hr – Hassan Haidar Diab: »Žele srušiti piramide, uvesti šerijat i ovladati islamskim svijetom«